# Diocèse d'Eure-et-Loir
Cet article court présente un sujet plus développé dans : diocèse de Chartres.
Le diocèse d'Eure-et-Loir est un ancien diocèse de l'Église constitutionnelle en France. Créé par la constitution civile du clergé de 1790, il est supprimé à la suite du concordat de 1801. Il couvrait le département d'Eure-et-Loir. Le siège épiscopal était Chartres.